# Globus-Gruppe
Globus-Gruppe eller officielt Globus Holding GmbH & Co. KG er en tysk detailhandelskoncern med hovedkvarter i Sankt Wendel, Saarland. Til Globus-gruppen tilhører Globus Markthallen i Tyskland, Rusland og Tjekkiet samt Globus Baumärkten.

## Historie
I 1828 åbnede Franz Bruch (1801–1865) en kolonialhandel i Sankt Wendel. I 1865 blev virksomheden overdraget til sønnen Joseph Adam Bruch (1837–1905). Hans barnebarn Joseph Karl Bruch (1873–1949) købte firmaet i 1905. I 1949 blev virksomheden igen overtaget af Joseph Karl Bruch's to sønner Franz-Josef Bruch og Walter Bruch (1913–1999), der etablerede et aktieselskab.